# Dugesia mertoni
Dugesia mertoni és una espècie de triclàdide dugèsid que habita l'aigua dolça de les illes Kai, Indonèsia, i de Nova Bretanya, Papua Nova Guinea.

## Descripció
Dugesia mertoni va ser descrita per primera vegada l'any 1914 per Steinmann, superficialment, a partir d'individus trobats a una de les illes de Kai. L'any 1990 va ser redescrita amb més detall per Ronald Sluys i Ian R. Ball a partir d'espècimens trobats a Nova Bretanya.
Els espècimens preservats en alcohol tenen una longitud de més de 10 mm i una amplada de 4 mm. Presenten una coloració marró-groga a la superfície dorsal, mentre a la superfície ventral és pàl·lida. A diferència de la majoria de dugèsids, en aquesta espècie els oviductes s'uneixen per a formar un oviducte comú que s'obre al canal de la bursa. Tanmateix, l'oviducte comú també és present a D. lindbergi, D. andamanensis, D. congolensis i D. myopa.
A una riera de Nova Bretanya, es va trobar D. mertoni convivint amb espècimens del triclàdide marícola Paucumara trigonocephala.